# That/Not
That/Not ist das erste Musikalbum, das Tyshawn Sorey unter eigenem Namen veröffentlichte. Die am 4. und 5. Mai 2007 im Studio Firehouse 12, New Haven, Connecticut, entstandenen Aufnahmen erschienen am 20. November 2007 auf Firehouse 12 Records.

## Hintergrund
Tyshawn Sorey, der auf seinem Debütalbum als Bandleader sowohl Schlagzeug als auch Piano spielt, nahm das Album in verschiedenen Besetzungen mit Ben Gerstein, Cory Smythe und Thomas Morgan auf. Sorey ist seit langem ein gefragter Schlagzeuger im Jazz; in den Liner Notes zu That/Not schrieb er: „Ich bin ein Schlagzeuger, der Musik komponiert; die Funktion dieses Albums besteht nicht darin, meine Fähigkeiten als Schlagzeuger zu demonstrieren, sondern meine Interessen als Künstler.“

## Titelliste
- Tyshawn Sorey: That/Not (Firehouse 12 Records – FH12-04-02-005)[2]

CD 1
1. Leveled (Ben Gerstein, Cory Smythe, Thomas Morgan, Tyshawn Sorey) 8:52
2. Template I 4:32
3. Sympathy 3:57
4. Permutations for Solo Piano 42:50
5. Seven Pieces for Trombone Quartet 11:03
6. Template II 3:49

CD 2
1. Sacred and Profane 22:52
2. Template III 3:25
3. Four Duos (Ben Gerstein, Cory Smythe, Thomas Morgan, Tyshawn Sorey) 9:04
4. Cell Block 22:57
5. That’s a Blues, Right? 9:11
6. Template IV 4:17
7. Commentary 6:57

Wenn nicht anders vermerkt, stammen die Kompositionen von Tyshawn Sorey.

## Rezeption

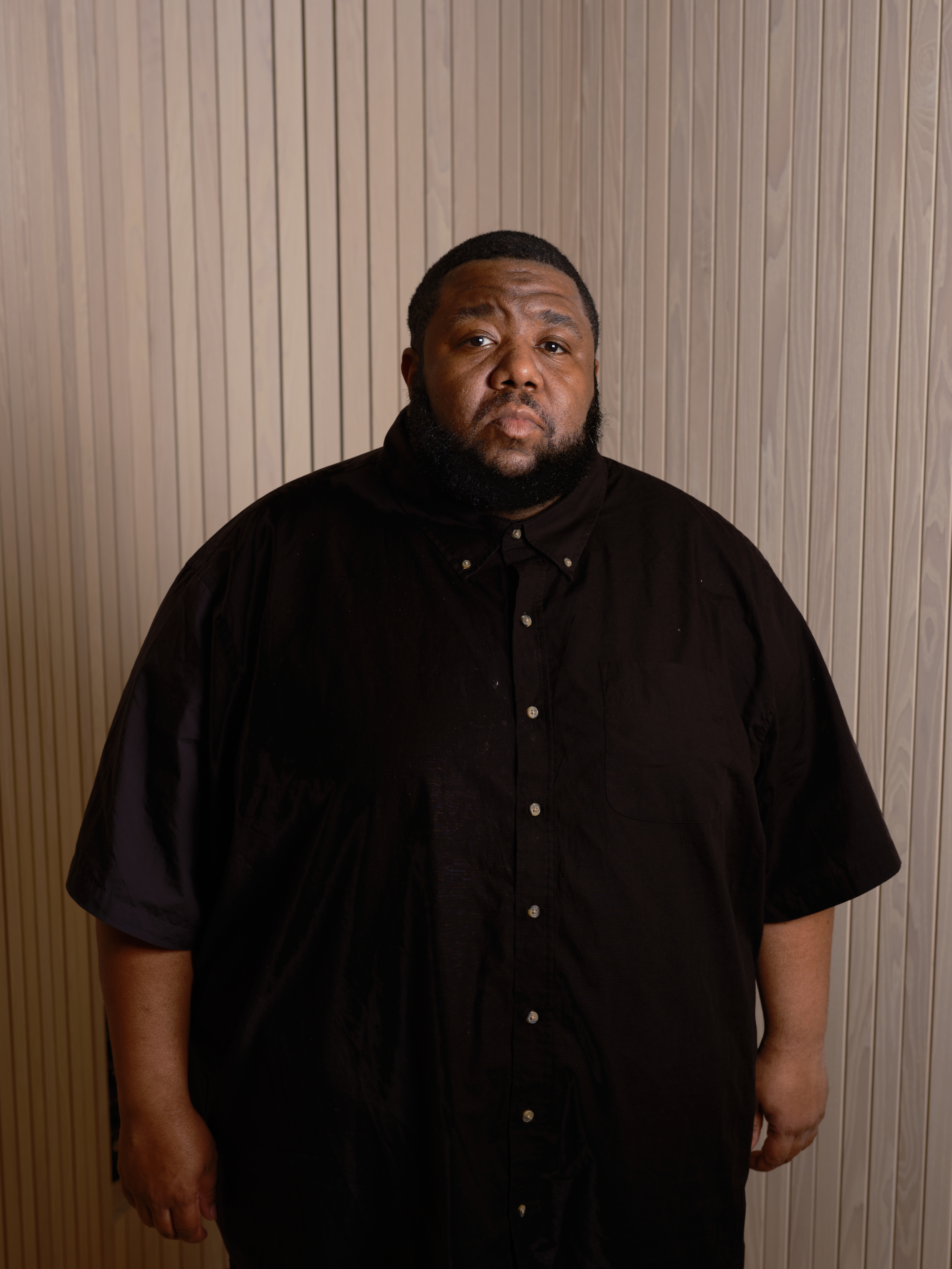
Tyshawn Sorey (2023)

Nach Ansicht von Nic Jones, der das Album in All About Jazz rezensierte, ist That/Not ein Manifest geradezu ikonoklastischer Musik auf zwei CDs und das Werk eines Quartetts, dessen Blick scheinbar auf weite, offene, neue Perspektiven gerichtet ist. Das werde in jeder Note deutlich, die sie spielen. So sei „Leveled“ auf der ersten CD eine Übung in Heimlichkeit und Nuancen, in der sich Sorey als Schlagzeuger von unendlicher Subtilität erweise, der sich der Schattierungen und der vielleicht bewusst stockenden Entwicklung [des Spiels] von Posaune und Bass überaus bewusst ist. Der Gesamteindruck sei der einer Gruppe, die innerhalb der weitesten Grenzen der Avantgarde arbeite, und die Musik habe keine offensichtlichen Vorbilder. Das durchdringende Gefühl dieses Programms sei, dass Sorey und seine Kollegen voll ausgebildet auf der Bildfläche erschienen sind, genau wie die Quartette des Saxophonisten Ornette Coleman auf den Alben, die sie vor all den Jahren für Atlantic Records aufgenommen haben.
Allerdings lade der oft reduktionistische Charakter von Soreys Musik zu sowohl hilfreichen als auch negativen Vergleichen ein, wie zum Beispiel bei den fast 43 Minuten von „Permutations for Solo Piano“, wo die Überschneidungen zwischen diesem Stück und Morton Feldmans „For Bunita Marcus“ (Hat Hut, 1994) geradezu offensichtlich sind, so Nic Jones weiter. Dies sei eine Gruppe sehr einfühlsamer Musiker, deren Musik trotz ihrer im Grunde unscheinbaren Natur ihre Individualität deutlich zum Ausdruck bringe. Oberflächlich betrachtet klinge das paradox, doch Tatsache ist, dass es sich um Musik von ewiger Schattenhaftigkeit handle, scheinbar frei von jeglichem Komfort. Der damit verbundene Bildersturm manifestiere sich hier in Hülle und Fülle, und so ist es das Werk von Künstlern, die sich mit einer Zukunft voller Möglichkeiten auseinandersetzen.
Das rätselhafte Debüt des Schlagzeugers und Pianisten Tyshawn Sorey als Bandleader lege den Fokus ganz auf seine kompositorischen Ideen, schrieb Forrest Dylan Bryant (JazzTimes). Tatsächlich sei Sorey auf dem verblüffend minimalistischen „Permutations for Solo Piano“ überhaupt nicht zu hören, sondern würde das 43-minütige Werk seinem Bandkollegen Cory Smythe überlassen. Auf dem Rest des Doppelalbums bewege sich Sorey mit seinem Quartett zwischen Avantgarde-Jazz und moderner Klassik und balanziere weite, nebulöse Räume mit stiller Intimität, wobei ihre murmelnden Dialoge von markanten Ausrufen unterbrochen werden. Dies sei eine provokante, intellektuelle Session, die aufmerksames Zuhören belohnt.
Sein feines Gehör verbinde einen zurückhaltenden Ansatz mit spärlichen, intimen, miteinander verbundenen Texturen und Tonalitäten mit dem Wunsch nach dissonantem, lautem, reibungsvollem Zusammenspiel, urteilte Matt Collar in Allmusic. Sorey habe 2007 That/Not vorgestellt und mit jedem nachfolgenden Album abwechselnd Elemente hinzugefügt und weggelassen.